# La Cangayé
La Cangayé fue una reducción de aborígenes que funcionó entre 1780 y 1793 en la margen derecha del río Bermejo, en lo que luego sería la provincia del Chaco en la República Argentina. A pesar de su poco tiempo de vida, la reducción de La Cangayé es históricamente muy importante por ser uno de los contados asentamientos blancos —junto con San Bernardo de Vértiz y San Fernando del Río Negro— que perduró en los territorios del Gran Chaco entre la desaparición de Concepción de Buena Esperanza y los planes de colonización que integraron los territorios chaqueños a la Argentina a partir de 1870.

## Paz de La Cangayé
Las tierras ubicadas al oeste de los ríos Paraguay y Paraná y al norte de la ciudad de Santa Fe de la Vera Cruz eran un territorio que no podía ser integrado efectivamente a las dependencias españolas. Las ciudades del Litoral (Asunción del Paraguay, Corrientes y Santa Fe) necesitaban una conexión estable con las ciudades del noroeste (San Miguel de Tucumán, Salta y Santiago del Estero). Fue así como el gobernador del Tucumán, Gerónimo Luis de Matorras, viajó en 1774 por la costa del río Bermejo para encontrarse con el cacique Paykín. Integraban la expedición 378 soldados remanentes de un grupo mayor de milicias que había desertado, el padre Antonio Lapa y el cacique Colompotop, ambos de la Reducción de Nuestra Señora del Pilar de Macapillo, con un grupo auxiliar de indígenas. El 16 de julio se encontraron con el cacique Lachirikín, quien aceptó guiarlos para conferenciar con Paykín. 
El 20 de julio se encontraron en el paraje conocido como La Cangayé (que en idioma qom significa laguna que traga la gente), donde entablaron un acuerdo de paz. Matorras mandó grabar en un algarrobo: Año de 1774. Paces entre el Sr. Don Gerónimo Matorras, Gobernador del Tucumán, y el cacique Paykín, primer caporal del Chaco. Paykín aceptó convertirse al catolicismo y Matorras le entregó un bastón de mando con puño de oro "en nombre del Monarca de las Españas", nombrándolo "Primer Caporal del Chaco", cacique perpetuo de todos los indígenas que respondieran a su mando y acordó mediar en el conflicto que los aliados tobas y mocovíes tenían por la posesión de caballos cimarrones con los abipones de la costa del Paraná al mando del cacique Ychoalay (conocido también como Benavides). El 29 de julio de 1774 se firmó el tratado de paz de once artículo entre el gobernador Matorras y los caciques mocovíes Paykín, Lachirikín, Coglokoikín, Alogocoikín, Quiaagarí y los tobas Quiyquiyrí y Quitaidí, quienes regían a unos 7000 indígenas. La Corona de España por intermedio de Matorras reconocía a los indígenas firmantes el señorío sobre los territorios que ocupaban, el derecho de ser libres y de no ser sometidos a esclavitud ni a encomienda. Matorras se comprometía a entregarles ganado, semillas y herramientas. El 31 de julio los expedicionarios partieron de regreso hacia el Fuerte del Río del Valle del cual habían partido. Poco después, en el mes de octubre de 1774, Paikín atacó la reducción de abipones de San Jerónimo del Rey.

## Fundación de la reducción
Si bien dos años después fallecieron los protagonistas del acuerdo, Matorras el 16 de octubre de 1775 y Paikín en 1776 en lucha contra los abipones, la labor pacifista continuó. En abril de 1776 Lapa viajó a Salta con una embajada encabezada por el cacique toba Quetaidí, en busca de llevar adelante los acuerdos establecidos en La Cangayé y comunicar la muerte de Paikín. Luego Lapa acompañó a Quetaidí de regreso al Chaco, partiendo el 25 de mayo de 1776 desde la Reducción de Macapillo y arribando a La Cangayé el 11 de junio. Allí Lapa entregó al cacique Queyaverí el bastón de mando que había sido devuelto por la viuda de Paikín, reconociéndolo como "General de todos los demás caciques". Lapa plantó la cruz en el lugar en donde pensaba erigir la reducción y los indígenas devolvieron la antigua campana de la iglesia de Concepción de Buena Esperanza para usarla en la misma. Luego el nuevo gobernador del Tucumán, Antonio Arriaga, ordenó a Lapa regresar a Macapillo a mediados de septiembre de 1776. 
El Rey Carlos III mediante una Real Cédula del 6 de septiembre de 1777, aprobó el Tratado celebrado entre Matorras y Paykín y ordenó su cumplimiento, por lo que el virrey del Río de la Plata Pedro de Cevallos dictó el decreto del 3 de junio de 1778 para llevar adelante la fundación de las reducciones. En abril de 1779 Lapa volvió a La Cangayé enviado por el gobernador del Tucumán Andrés Mestre para intentar convencer al cacique Queyaverí de que se instalara cerca de Salta o de Santiago del Estero.
Los sacerdotes Antonio Lapa y José Bernardo Sena fueron designados para presidir las dos reducciones a fundarse en los lugares elegidos por los indígenas. El nuevo virrey Vértiz designó al coronel Francisco Gabino Arias para comandar la expedición fundadora y al padre Suárez de Cantillana como Superior de las Reducciones. Sena fue enviado a comunicar a los indígenas la próxima partida de la expedición, pero murió probablemente de sed durante el viaje.
La expedición salió el 2 de junio de 1780 desde las cercanías del Fuerte de San Fernando del Río del Valle con 120 integrantes, llegando a La Cangayé el 6 de agosto. El 10 de agosto comenzaron los trabajos, que concluyeron el 23 de septiembre, llamándose a la reducción como Nuestra Señora de los Dolores y Santiago de Mocoví. 
Una vez fundada La Cangayé, Árias se dirigió a unas 15 leguas al noroeste y fundó para los tobas San Bernardo de Vértiz cerca de la laguna Las Perlas el 20 de enero de 1781, quedando el padre Francisco Morillo como su doctrinero. El 31 de enero Árias nombró a Quetaydí por 5 años como teniente gobernador de ambos pueblos, ordenó el regreso de los milicianos a Salta y luego continuó viaje hacia Corrientes por el Bermejo en compañía de Morillo, seguido por tierra por Cantillana, llegando el 22 de febrero.
Los naturales llegaron por su propia cuenta, atraídos por la comida y vestimenta que ofrecían los religiosos. La labor daba sus frutos, y en 1784 ya había en la reducción 906 mocovíes reducidos y los pueblos de la colonia española disfrutaban de un tiempo de paz. Sin embargo, pronto comenzaría la declinación de la reducción. Dos factores fueron decisivos para su desaparición: la escasez de recursos, que imposibilitó el cumplimiento de las promesas hechas a los indígenas y la continua sucesión de sacerdotes al frente de la misión. El abandono del padre Cantillana por un traslado como deán a Córdoba en 1791, fue fatal para el destino de La Cangayé. Los curas que quedaron Villanueva y Bordón pretendieron trasladarlas a la costa del río Paraguay, pese a las quejas presentadas por el Cabildo de Corrientes y los propios caciques, las llevaron frente a Curupaití. En 1793 la reducción fue definitivamente abandonada, y los indígenas reducidos volvieron a su estilo de vida anterior, con lo cual se terminó la temporada de paz que marcó su existencia. En enero de 1794 el virrey ordenó el regreso de las reducciones a sus lugares originales, pero no se efectuó, permaneciendo sobre el río Paraguay hasta desaparecer completamente hacia 1801.
La olvidada misión fue redescubierta en 1945 por Alfredo Martinet. Martinet y monseñor José Alumni prosiguieron con el reconocimiento del sitio y excavaciones arqueológicas. Tal como narraba la historia, los restos del padre Sena fueron encontrados al pie del templo católico.